# Force10 Networks
Force10 Networks — разработчик и производитель оборудования для компьютерных сетей. Предлагал две линии продуктов. Одна из них — высокоскоростные коммутаторы Ethernet, поддерживающие маршрутизацию. Среди этой линейки есть коммутаторы с 40-гигабитными портами. Вторая линия продуктов была предназначена для телекоммуникационных компаний.
Организационно являлась частной компанией. За время существования компании инвесторы вложили в неё около полумиллиарда долларов США. По состоянию на 2011 год годовой оборот компании оценивался в 200 млн долларов США.
В июле 2011 года компания «Dell» объявила о намерении приобрести Force10 Networks. Сумма сделки не была объявлена официально. По сообщению журналиста Скотта Денна (англ. Scott Denne) на сайте «Уолл-стрит джорнал» со ссылкой на двух неназванных персон, осведомлённых о деталях сделки, «Dell» согласился выложить 0.7 миллиарда долларов. 26 августа 2011 года компания Force10 Networks стала собственностью компании Dell, которая объявила о расширении штата работников Force10 Networks в Кремниевой долине на несколько сот человек.
Головной офис Force10 Networks находился в Сан-Хосе, штат Калифорния. Компания имела несколько офисов в США и за рубежом, в том числе в столице России. Проектирование оборудования и его программного обеспечения велось в США и Индии.

## Оборудование
Все коммутаторы Ethernet, выпускаемые Force10 Networks, управлялись собственной единой операционной системой: FTOS, основанной на операционной системе NetBSD.

## История
Force10 Networks начала с выпуска коммутаторов Ethernet с гигабитными портами для витой пары в то время, когда эта технология была нова. Также компания была среди первых на рынке с поддержкой 10-гигабитного и 40-гигабитного Ethernet.
Force10 Networks слилась с другой частной компанией — Turin Networks, — которая разрабатывала и продавала сетевое оборудование и технологии для телекоммуникационных компаний. Объединённая компания стала называться Force10 Networks. Её возглавил тот же генеральный директор, что возглавлял Turin Networks — Генри Васик (Henry Wasik). Он переместился в головной офис, изначально принадлежавший Force10 Network, в Сан Хосе, Калифорния.
26 августа 2011 года Force10 Networks была куплена компанией Dell.
В настоящее время (как минимум с начала 2024 года - сайт (www.force10networks.com) не в сети. Домен доступен к покупке через брокера (информация сервиса whois).
Оборудование более не выпускается, компания полностью ассимилирована и растворена в структуре Dell.

## Конкуренты
На рынке коммутаторов Ethernet конкурентами Force10 Networks являлись
- Cisco Systems;
- Hewlett-Packard;
- Juniper Networks;
- Extreme Networks;
- Brocade;
- и другие.